# Jan van der Hoeve
Jan van der Hoeve (Santpoort, 13 april 1878 – Leiden, 26 april 1952) was een Nederlandse oogarts, die onder andere bekend is geworden vanwege de introductie van het begrip 'facomatose'.

## Biografie
Van der Hoeve studeerde in 1901 af als arts aan de Universiteit Leiden en promoveerde een jaar later aan de universiteit van Bern met een dissertatie over behandelmethoden bij scheelzien. Hij werd in 1913 hoogleraar in de oogheelkunde aan de Rijksuniversiteit Groningen en stapte in 1919 over naar de Universiteit Leiden. Op 18 mei 1923 werd hij lid van de Koninklijke Nederlandse Akademie van Wetenschappen (KNAW). In 1927 bewerkstelligde hij de heroprichting van het internationaal congres voor oogheelkunde, dat vanwege de Eerste Wereldoorlog had opgehouden te bestaan. Hij werd hiervan voorzitter. Hij richtte met enkele collega's de 'Algemeene Nederlandsche Vereeniging tot voorkoming van Blindheid' op en werd daarvan voorzitter.
In 1926 werd hij benoemd tot onder-voorzitter en in 1931 tot voorzitter van de KNAW; een functie die hij 16 jaar heeft bekleed. Eveneens in 1926 ontving hij een eredoctoraat aan de universiteit van Heidelberg en in 1928 aan de universiteit van Edinburgh.
In 1948 werd hij, bij zijn aftreden als hoogleraar, benoemd tot grootofficier in de Orde van Oranje-Nassau.